# Balduinov obred
Balduinov obred ili Obred Baldwyn (engl. Rite of Baldwyn), poznat i kao Obred sedam stupnjeva (Rite of Seven Degrees), jedan je od više obreda u slobodnom zidarstvu i jedinstven je po tome što se izvodi isključivo u pokrajinskoj velikoj loži u Bristolu pod okriljem Ujedinjena velika loža Engleske. Obred predstavlja niz uzastopnih stupnjeva koje član prima unutar različitih tijela ili redova, od kojih svaka djeluje pod vlastitom središnjom upravom. Ono što Balduinov obred čini posebnim jest to da objedinjuje više zasebnih tijela i s njima povezanih stupnjeva, koji bi inače funkcionirali neovisno jedni o drugima. U kontekstu Balduinova obreda, tri osnovna tijela su: simbolički stupnjevi, Vrhovni red Svetog Kraljevskog svoda te Kamp Balduin, poznat i kao Pet kraljevskih viteških redova (The Five Royal Orders of Knighthood).

## Naziv
Balduinov obred nosi naziv po ranim križarskim kraljevima Kraljevstva Jeruzalema. Nakon osvajanja Jeruzalema 1099. godine, osnovano je Kršćansko Kraljevstvo, a Gotfrid Bujonski postao je njegov prvi vladar. Iako je odbio titulu kralja, uzeo je naslov "Zaštitnik Svetoga Groba". Nakon njegove smrti sljedeće godine, kruna je prešla na njegovog brata Balduina, koji je formalno postao Balduin I. Po njegovoj smrti 1118. godine, prijestolje je naslijedio njegov rođak, također imenom Balduin, poznat kao Balduin II. Upravo je Balduin II. odigrao ključnu ulogu u osnutku vojnog reda Vitezova templara, omogućivši im da se nastane u bivšim Solomonovim stajama, koje su se tada nalazile na prostoru današnjeg Jeruzalemskog hrama. Odatle i simbolika te naziv obreda koji se temelji na križarskoj, templarskoj i povijesnoj tradiciji Svetog grada.

## Povijest
Jedan od najranijih zapisa koji se odnosi na Balduinov obred jest Povelja o savezu (Charter of Compact) sastavljena 1780. godine. Godine 1786. Thomas Dunckerley postaje pokrajinski veliki meštar Bristola, a 1791. i veliki majstor Reda vitezova templara. Godine 1843., stupanj vitez ružinog križa prešao je pod nadležnost Vrhovnog vijeća 33° za Englesku i Wales, koje upravlja Drevnim i prihvaćenim obredom u Engleskoj i Walesu.
Nova Povelja o savezu uspostavljena je 1862. godine, s tekstom: "Pod zastavom Velike konklave masonskih Vitezova templara Engleske i Walesa", čime je dogovoreno da se Balduinov preceptorat prizna kao pokrajinsko veliko zapovjedništvo, s pravima da izvode sve viteške stupnjeve Balduinova obreda, uključujući i stupnjeve viteza templara te viteza Malte. Pravo Drevnog i prihvaćenog obreda na stupanj vitez ružinog križa bilo je predmet osporavanja, no Sporazum o jedinstvu iz 1881. osigurao je da se inačica tog stupnja unutar Balduinova obreda prizna kao neovisna.
U prosincu 2007., po prvi put u povijesti, jedan od stupnjeva Balduinova obreda izveden je izvan Engleske – stupanj učenika prikazali su članovi Lože "Beaufort" br. 103 u prostorijama Velike lože Države New York.

## Ustroj i nadležnost

### Ustroj
Veliki nadstojnik (Grand Superintendent) Balduinova obreda, po samoj dužnosti, uvijek je ujedno i Pokrajinski prior Vitezova templara u masonskoj pokrajini Bristol. 
Osim toga, Kamp Balduin (Camp of Baldwyn) tretira se kao poseban distrikt u okviru Vrhovnog vijeća 33° za Englesku i Wales, a veliki nadstojnik ujedno je i generalni inspektor (glavni časnik) tog distrikta, čime automatski stječe 33. stupanj.
Pristup Balduinovu obredu moguć je isključivo na poziv, a kandidat mora prethodno primiti stupanj svetog kraljevskog luka u Bristolu. Slobodni zidari gosti koji posjećuju kapitel ružinog križa unutar Drevnog i prihvaćenog obreda mogu prisustvovati samo ako imaju stupanj viteza templara, što je uvjet jedinstven za Bristol, nepoznat u ostatku Engleske.
Rituali bristolskog obreda nisu prepisivani i ne postoje u pisanom obliku, čuvaju se i prenose isključivo usmenom i ritualnom predajom.
Odora koja se nosi u 1., 2. i 6. stupnju Balduinova obreda uglavnom je identična onoj koju nose slobodni zidari simboličkih stupnjeva, članovi Svetog kraljevskog luka i Vitezovi templari u drugim nadležnostima. Međutim, članovi 3., 4., 5. i 7. stupnja Balduinova obreda nose poseban medaljon, jedinstven upravo za ovaj obred. Taj znak čini srebrni malteški križ, koji je ovješen o crnu vrpcu. Članovi 7. stupnja također nose posebnu pregaču s motivom pelikana – simbolom žrtve i duhovne obnove. Ovaj je simbol ranije bio prisutan u viteza ružinog križa (18. stupanj Drevnog i prihvaćenog obreda), no s vremenom je u toj nadležnosti izbačen iz upotrebe, dok je u Balduinovom obredu ostao trajnim dijelom ritualne odore.

### Nadležnost
Balduinov obred smatra da simbolički stupnjevi, kakvi se rade u okviru Ujedinjene velike lože Engleske, čine prvi stupanj cijelog sustava, a ističe se da su bristolske obredne forme najstarije u Engleskoj. 
Stupanj Svetog kraljevskog luka smatra se drugim stupnjem obreda. U bristolskoj inačici ovog stupnja, unutar Balduinova obreda, izvodi se jedinstvena ceremonija poznata kao "Prolazak kroz zavjese" (Passing the Veils) – što je povijesna praksa koja je nekoć bila raširena diljem Engleske, a danas je još uvijek prisutna u mnogim drugim nadležnostima.
Balduinov tabor (Baldwyn Encampment) samostalno izvodi 3. do 4. stupanj, i ti su stupnjevi posebni i jedinstveni upravo za Balduinov obred. Nakon 5. stupnja, kandidat pristupa stupnjevima viteza templara i viteza Malte unutar Balduinova preceptorata (Baldwyn Preceptory), koja djeluje na temelju povelje Velikog priorata za Englesku i Wales. Ovi viteški stupnjevi čine 6. stupanj Balduinova obreda.
Završni, 7. stupanj je vitez ružinog križa s Gore Karmel, koji se izvodi u Bristolu, pod poveljom Vrhovnog vijeća 33° za Englesku i Wales. Po završetku 7. stupnja, kandidat se smatra punopravnim članom Balduinova obreda.

## Struktura stupnjeva
Stupnjevi Balduinovog obreda su:
Plava loža
- 1° − Simbolički stupnjevi
  - učenik
  - pomoćnik
  - majstor

Vrhovni red Svetog kraljevskog luka
- 2° − Sveti kraljevski luk

Kamp Balduin, ili Pet kraljevskih viteških redova
- 3° − vitezovi Devet izabranih majstora (Knights of the Nine Elected Masters)
- 4° − Drevni red Velikog arhitekte škotskih vitezova (The Ancient Order of Scots Knights Grand Architect)
  - Red Velikog arhitekte škotskih vitezova (Order of Scots Knights Grand Architect)
  - Red škotskih vitezova iz Kilwinninga (Order of Scots Knights of Kilwinning)
- 5° − vitezovi istoka, mača i orla (Knights of the East, the Sword and Eagle)
- 6° − vitezovi svetog Ivana od Jeruzalema, Palestine, Rodosa i Malte (Knights of St John of Jerusalem, Palestine, Rhodes and Malta)
  - vitezovi svetog Ivana od Jeruzalema (Knights of St John of Jerusalem)
  - vitezovi templari (Knights Templar)
- 7° − vitezovi ružinog križa od Karmela (Knights of the Rose Croix of Mount Carmel)